# Rho1 Arietis
Rho1 Arietis (44 Arietis) é uma estrela na direção da constelação de Aries. Possui uma ascensão reta de 02h 54m 55.17s e uma declinação de +17° 44′ 05.3″. Sua magnitude aparente é igual a 7.01. Considerando sua distância de 313 anos-luz em relação à Terra, sua magnitude absoluta é igual a 2.10. Pertence à classe espectral A3.